# Unai Osa
Unai Osa Eizaguirre (Deva, Guipúzcoa, España, 12 de junio de 1975) es un exciclista español que fue profesional entre 1997 y 2006. 
Su hermano mayor, Aitor Osa, fue también ciclista profesional.

## Biografía

### Amateur
Unai Osa fue un destacado ciclista amateur, logrando entre otros triunfos el prestigioso Memorial Valenciaga en 1996.

### Debut, éxitos y estancamiento
En 1997 dio el salto al profesionalismo en el potente equipo Banesto, dirigido por Echávarri y Eusebio Unzué. Durante sus años en el equipo navarro coincidiría con ciclistas como Abraham Olano, Alex Zülle, José María Jiménez.
En 1999 estrenó su palmarés como profesional con dos importantes victorias: la Clásica de los Alpes y el Tour del Porvenir.
En 2001 logró el mejor resultado de su carrera deportiva, cuando subió al podio final del Giro de Italia, al terminar tercero en la general, por detrás Gilberto Simoni (maglia rosa) y Abraham Olano (segundo). Ese gran resultado, sin embargo, no tuvo continuidad en años posteriores.
Para 2006, junto a su hermano Aitor, fichó por el equipo Liberty Seguros de Manolo Saiz.

### Operación Puerto
En 2006, en el marco de la Operación Puerto, fue identificado por la Guardia Civil como cliente de la red de dopaje liderada por Eufemiano Fuentes, bajo los nombres en clave número 7, UNO, UNA y 1ai. Entre las pruebas recabadas por el instituto armado se encontraban las siguientes: 
- el Documento 164 en el que se le asociaban una serie de símbolos identificados por los investigadores como distintos medicamentos, incluyendo al final la expresión "resto lleva Ignacio" (en referencia a Ignacio Labarta, uno de los responsables de la trama).[1] En dicho documento figuraba asimismo, con fecha 23/01/02, la siguiente anotación: "IGN le da 125.000 pesetas + 5 x IG= 640 (3.840 euros)" considerándose que IGN se refería a Ignacio Labarta, peseta a unidad internacional de EPO e IG a la hormona IGF-1.[1]

- el Documento 162 en el que se le asociaban referencias a análisis clínicos, preparación física, administración de medicamentos (incluyendo antidepresivos como Prozac) y un programa de extracciones/reposiciones sanguíneas.[2]

Unai Osa no fue sancionado por la Justicia española al no ser el dopaje un delito en España en ese momento, y tampoco recibió ninguna sanción deportiva al negarse el juez instructor del caso a facilitar a los organismos deportivos internacionales (AMA, UCI) las pruebas que demostrarían su implicación como cliente de la red de dopaje.

### Epílogo y retirada
Como consecuencia de la Operación Puerto, el máximo patrocinador de su equipo, Liberty Seguros, abandonó el ciclismo en mitad de la temporada. Esta decisión dejaba en una situación incierta a todos los ciclistas del equipo (la mayoría identificados por la Guardia Civil como clientes de la red). El equipo pasó entonces a manos kazajas, siendo renombrado como Astaná. Los hermanos Osa se encontraron con graves problemas para hallar equipo (al menos, uno ProTour) por la Operación Puerto.
A finales de diciembre de 2006, cuando entrenaba por Zarauz junto a su hermano Aitor, sufrió como consecuencia del fuerte viento una caída que le fracturó la clavícula, teniendo que ser operado. Como consecuencia de esta situación, puso fin a su carrera como ciclista y se retiró, con 31 años de edad.

### Tras la retirada
Tras su retirada pasó a colaborar ocasionalmente con EiTB (radiotelevisión pública vasca) en la emisión de carreras ciclistas, como comentarista. También trabajó como representante de una marca de café.

## Palmarés
1999
- Clásica de los Alpes
- Tour del Porvenir

2001
- 3.º en el Giro de Italia

## Resultados en Grandes Vueltas
Durante su carrera deportiva consiguió los siguientes puestos en las Grandes Vueltas:
| Carrera | Carrera         | 1997 | 1998 | 1999 | 2000 | 2001 | 2002 | 2003 | 2004 | 2005 | 2006 |
| ------- | --------------- | ---- | ---- | ---- | ---- | ---- | ---- | ---- | ---- | ---- | ---- |
|         | Giro de Italia  | —    | —    | —    | Ab.  | 3.º  | —    | —    | —    | 16.º | 18.º |
|         | Tour de Francia | —    | —    | —    | —    | —    | 18.º | —    | —    | —    | —    |
|         | Vuelta a España | —    | —    | —    | 56.º | 22.º | —    | 9.º  | 21.º | 18.º | —    |

—: No participa

Ab.: Abandono

## Equipos
- Banesto/Illes Balears (1997-2005)
  - Banesto (1997-2000)
  - iBanesto.com (2001-2003)
  - Illes Balears-Banesto (2004)
  - Illes Balears-Caisse d'Epargne (2005)
- Liberty Seguros (2006)